# Matthew Hopkins
Matthew Hopkins (Wenham Magna, 1620 – Manningtree, 12 agosto 1647) è stato un avvocato e cacciatore di streghe inglese la cui attività si svolse durante il periodo della guerra civile inglese.
Egli affermava di aver ricevuto mandato ufficiale dal parlamento inglese per svolgere l'attività di inquisitore, anche se tale carica non risulta venne mai ufficializzata. Operò principalmente nella zona dell'Anglia orientale. In totale, nel suo periodo di attività, Hopkins mandò a morire più gente di tutti gli altri cacciatori di streghe in Inghilterra nei precedenti 160 anni di storia.

## Biografia
Molto poco si sa di Matthew Hopkins prima del 1644, e non sono giunti a noi documenti relativi a lui o alla sua famiglia. L'attività di inquisitore di Hopkins ebbe inizio nel marzo 1644, e durò fino al suo ritiro nel 1647.Durante questo periodo, lui e i suoi collaboratori si resero responsabili dell'impiccagione di molte persone accusate di stregoneria o di avere rapporti con il diavolo. Si pensa che tra il 1644 e il 1646 abbia fatto giustiziare circa 300 donne, a patire dall'ottantenne dell'Essex Elizabeth Clarke, la prima donna che fece processare per stregoneria.
Anche se la pratica della tortura era fuorilegge in Inghilterra, Hopkins spesso ricorreva a tecniche per estorcere confessioni dai sospettati, quali ad esempio la privazione del sonno. Altre volte feriva il braccio dell'accusato con un coltello, e se dalla ferita non fuoriusciva sangue, questo era segno inequivocabile di stregoneria e di colpevolezza. Altro espediente era il cosiddetto "test dell'acqua", basato sull'idea che una strega, dato che aveva rifiutato il battesimo, sarebbe stata "rifiutata" dall'acqua. Le vittime venivano legate ad una sedia e gettate nell'acqua: tutte quelle che stavano a galla venivano considerate delle streghe. Hopkins venne messo in guardia circa l'uso di suddetta prova senza prima ricevere il consenso dell'accusato. Ciò portò all'abbandono "ufficiale" di tale pratica entro la fine del 1645.
Infine Hopkins e i suoi assistenti cercavano nelle vittime il "marchio del diavolo". Esso era un segno che si supponeva avessero sul corpo tutte le streghe e gli stregoni. Se il sospettato non aveva segni particolari visibili, si procedeva a cercarli incidendo la carne in vari punti, solitamente dopo aver proceduto a rasare tutto il corpo della vittima. Si credeva che un animale seguace del diavolo, come un gatto o un cane, avrebbe bevuto il sangue della strega dalla ferita, come un neonato sugge il latte dal capezzolo della madre.
Matthew Hopkins morì nella sua casa di Manningtree, Essex, il 12 agosto 1647, probabilmente a causa della tubercolosi. Venne sepolto in una tomba nella "Church of St Mary" a Mistley Heath.

## Nell'arte

### Letteratura
- Nel diciassettesimo secolo, Jacob Bright compose un poema ironico nei confronti di Hopkins che divenne popolare tra sostenitori della monarchia e cattolici.
- Nel 1966 Ronald Bassett pubblicò il romanzo Witchfinder General ispirato alla figura storica di Hopkins
- Nel 1978 Robert Westall pubblicò il romanzo The Devil on the Road, nel quale Hopkins appare verso la fine.
- Nel 1987 il romanzo Sarum di Edward Rutherfurd, vede Hopkins in un piccolo ruolo.
- Nel 2005 The Minister's Daughter, romanzo di Julie Hearn, vede Hopkins chiamato in causa per "provare" che una adolescente ha messo incinta la figlia del pastore con il seme del diavolo.
- Nel 2016 viene pubblicato Il generale inquisitore, della serie a fumetti di Dylan Dog, dove viene suggerito che Hopkins, quando si ritirò, passò segretamente la propria carica (e il suo anello) ad un suo successore, arrivando fino ai giorni nostri.
- Nel 2021 A. K. Blakemore pubblicò "The Manningtree Witches", poi edito in Italia nel 2023 col nome "Le streghe di Manningtree" - Fazi Editore, romanzo in cui Hopkins è uno dei principali protagonisti. Il libro narra la storia di alcune streghe della cittadina di Manningtree, condannate a morte proprio grazie al "lavoro" svolto dal celebre inquisitore inglese.

### Teatro
- The Witchfinder Project, un breve musical scritto dal compositore Amy Mallett.

### Film
- Il grande inquisitore (Witchfinder General) è un film del 1968 basato sul romanzo di Bassett, dove Vincent Price interpreta Matthew Hopkins.
- Nel film Le streghe di Salem (The Lords of Salem) del 2012 era prevista la presenza di Udo Kier nel ruolo di Matthew Hopkins, ma le sue scene furono tagliate.

### Musica
- La band doom metal Cathedral ha dedicato a Hopkins una canzone dal titolo Hopkins (The Witchfinder General), inclusa nell'album The Carnival Bizarre.
- La formazione black metal The Infernal Sea ha dedicato a Hopkins un singolo dell'album Hellfenlic, intitolato Bastard of the East.[12]